# Az év rovara
A Magyar Rovartani Társaság (MRT) fennállásának 101. évében, 2011-ben indította el az „Év rovara” kampányát. Ennek célja, hogy a társadalom szélesebb rétegeinek figyelmét felhívja egy-egy rovarra, hogy egy adott faj életét, életkörülményeit bemutatva a természeti folyamatok jobb megértését segítsék. A védett vagy védendő fajok bemutatásával a természetvédelem fontosságát hangsúlyozzák, egyúttal pedig a rovarvilág jelentőségét a természetvédelem részeként.
Az Év rovarát eleinte a Magyar Rovartani Társaság vezetősége jelölte ki a megelőző év végén. 2015 óta három jelöltet bocsátanak szavazásra, melyek közül internetes közönségszavazás dönti el a győztest. 2018 óta a három jelölt évente mindig egy adott témakör képviselői, pl. a vízi rovaroké.

## Az Év rovarai
- 2011: hétpettyes katicabogár (Coccinella septempunctata)[1]
- 2012: imádkozó sáska (más néven: ájtatos manó) (Mantis religiosa)[2]
- 2013: citromlepke (Gonepteryx rhamni)[3]
- 2014: földi poszméh (Bombus terrestris)[4]
- 2015: nagy szentjánosbogár (más néven: Mécsbogár) (Lampyris noctiluca)[5]
- 2016: mezei tücsök (Gryllus campestris)[6][7]
- 2017: nagy szarvasbogár (Lucanus cervus)[8][9]
- 2018: óriás szitakötő (Anax imperator), vízi rovarok témakör[10][11]
- 2019: havasi cincér (Rosalia alpina), közösségi jelentőségű fajok témakör[12][13]
- 2020: tavaszi álganéjtúró (Trypocopris vernalis), lebontó rovarok témakör[14][15]
- 2021: kacsafarkú szender (Macroglossum stellatarum), „becsapós” (más állatokra hasonlító) rovarok témakör[16][17]
- 2022: óriás énekeskabóca (Tibicina haematodes), óriásrovarok[18][19]
- 2023: közönséges temetőbogár (Nicrophorus vespillo), állhatatos utódgondozók[20][21]
- 2024: sisakos sáska (Acrida ungarica), száraz vagy homokos talajú élőhelyek képviselői témakör[22][23]

## Képgaléria
|  |  |  |  |

|  |  |  |  |

|  |  |  |

|  |  |  |